# Common Lisp Interface Manager

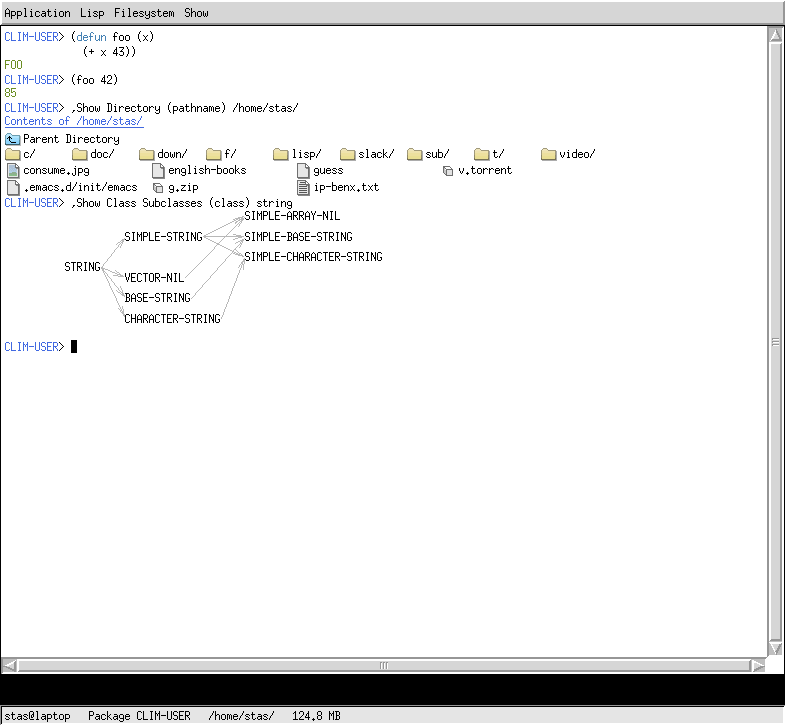
McCLIM Lisp Listener

Der Common Lisp Interface Manager oder kurz CLIM ist eine auf der Programmiersprache Common Lisp aufsetzende Software zum Erstellen grafischer Benutzeroberflächen. Sie ermöglicht Eingabe, Ausgabe und Fenster-Management.
CLIM beschreibt die Benutzeroberfläche auf sehr abstrakter Ebene. Dadurch können CLIM-Applikationen leicht auf verschiedene Systeme portiert werden. Der Programmierer kommt mit dem eigentlichen GUI-Toolkit, das die jeweilige CLIM-Implementierung verwendet, nicht in Berührung. Momentan existieren unter anderem Implementierungen für Motif und GTK+.

## Funktionalität
Unterstützt werden beispielsweise kontextsensitiver Input und sog. presentations, die grafische Repräsentationen von CLOS-Objekten darstellen.
Es existiert eine freie Implementierung unter dem Namen McCLIM.